# Władysław Stecyk
Władysław Stecyk, född den 14 juli 1951 i Radów, Polen, är en polsk brottare som tog OS-silver i flugviktsbrottning i fristilsklassen 1980 i Moskva. 